# Allos
 Allos  (en occitano Alòs) es una población y comuna francesa, en la región de Provenza-Alpes-Costa Azul, departamento de Alpes de Alta Provenza, en el distrito de Castellane y cantón de Allos-Colmars. Fue cabecera de cantón hasta la fusión con el de Colmars, que es la cabecera del actual.

## Galería

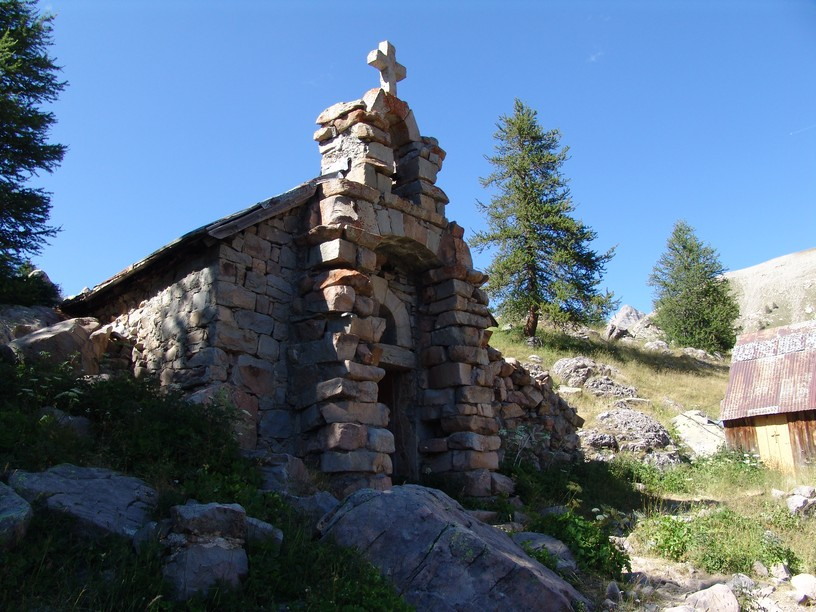
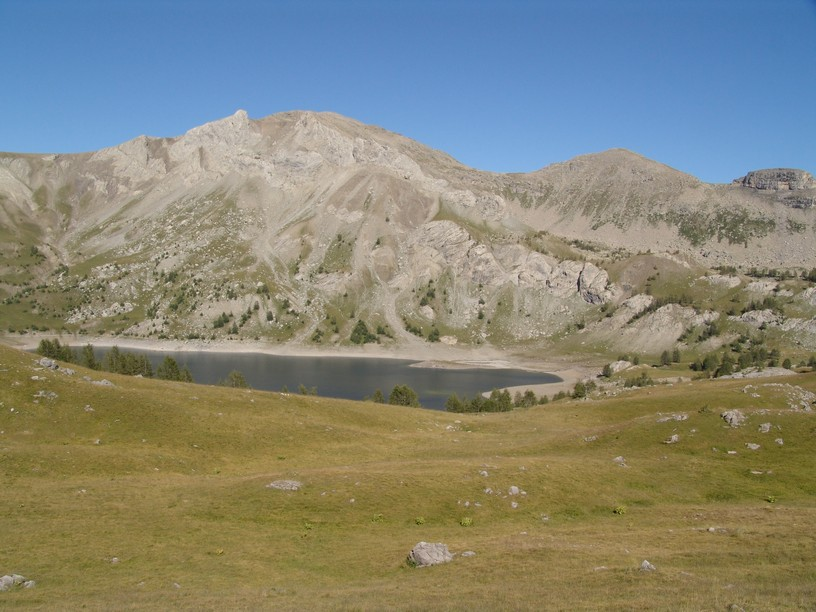
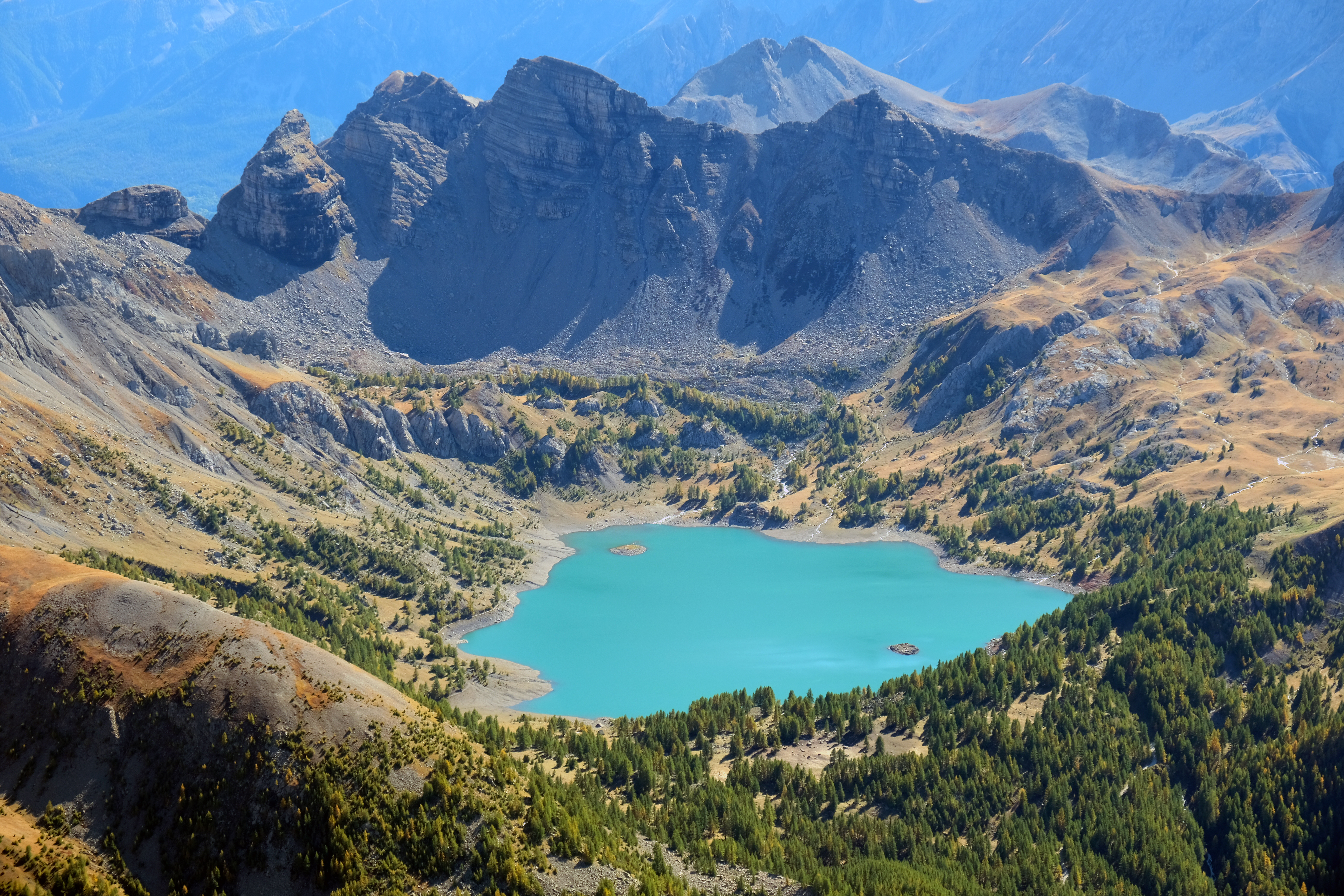
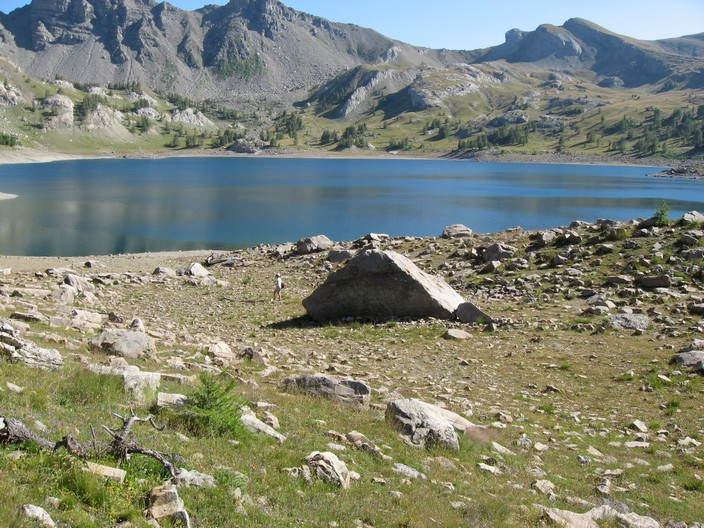

## Demografía
| 449 | 497 | 564 | 681 | 705 | 637 |
| Para los censos de 1962 a 1999 la población legal corresponde a la población sin duplicidades (Fuente: INSEE [Consultar]) |     |     |     |     |     |

Es la mayor población del cantón.